# East Hertfordshire
L'East Hertfordshire è un distretto dell'Hertfordshire, Inghilterra, Regno Unito, con sede a Bishop's Stortford.
Il distretto fu creato con il Local Government Act 1972 il 1º aprile 1974 dalla fusione del municipal borough di Hertford con i distretti urbani di Bishop's Stortford, Sawbridgeworth e Ware e col distretto rurale di Braughing, il distretto rurale di Ware e parte del distretto rurale di Hertford.

## Parrocchie civili
- Albury
- Anstey
- Ardeley
- Aspenden
- Aston
- Bayford
- Bengeo Rural
- Benington
- Bishop's Stortford
- Bramfield
- Braughing
- Brent Pelham
- Brickendon Liberty
- Buckland
- Buntingford
- Cottered
- Datchworth
- Eastwick
- Furneux Pelham
- Gilston
- Great Amwell
- Great Munden
- Hertford
- Hertford Heath
- Hertingfordbury
- High Wych
- Hormead
- Hunsdon
- Little Berkhamsted
- Little Hadham
- Little Munden
- Meesden
- Much Hadham
- Sacombe
- Sawbridgeworth
- Standon
- Stanstead Abbots
- Stanstead St Margarets
- Stapleford
- Stocking Pelham
- Tewin
- Thorley
- Thundridge
- Walkern
- Ware
- Wareside
- Watton-at-Stone
- Westmill
- Widford
- Wyddial